# Temporada 1939-1940 del Liceu
| Temporada 1939-1940 del Liceu |                         |                        |                        | |           |                      |
| Òpera                         | Compositor              | Director musical       | Director d'escena      | Papers principals | Producció | Dates                |
| Goyescas                      | Enric Granados          | César Mendoza Lassalle | César Mendoza Lassalle | Maria Cid, Pau Vidal, Angeles Rossini, Joan Nadal |           | 9 de desembre        |
| Les noces de Fígaro           | Wolfgang Amadeus Mozart | Franz Konwitschny      | Hans Meissner          | Hellmuth Schweebs, Clara Ebers, Herbert Hesse, Emmy Hainmüller, Coba Wackers, Theo Herrmann, Else Veith, Jakob Sabel, Res Fischer, Matthias Mrakitsch, Karl Ebert                                              |           | 14 al 17 de desembre |
| El rapte en el serrall        | Wolfgang Amadeus Mozart | Franz Konwitschny      | Hans Meissner          | Clara Ebers, Else Veith, Jacob Sabel, Matz Mrakitsch, Theo Herrmann, Karl Ebert |           | 16 al 19 de desembre |
| La traviata                   | Giuseppe Verdi          | Josep Sabater          | Joan Villaviciosa      | Mercè Capsir, Tomas Alcaide, Riccardo Stracciari, Gamboa, Viladoms, Sàbat, Gonzalo, Bastons, Frau |           | 21 de desembre       |
| Aida                          | Giuseppe Verdi          | Josep Sabater          | Joan Villaviciosa      | Serafina Di Leo, Aurora Buades, Francesco Merli, Vincenzo Bettoni, Pau Vidal, Canut Sàbat, August Gonzalo |           | 23 de desembre       |
| Chopin                        | Giacomo Orefice         | Josep Sabater          | Adrià Gual             | Maria Cid, Carmen Gracia, Joan Nadal, Raimundo Aliaga, Pau Vidal |           | 30 de desembre       |
| La Bohème                     | Giacomo Puccini         | Antoni Capdevila       | Joan Villaviciosa      | Mercè Capsir, Aldo Sinnone, Pau Vidal, Mario Bassiola, Maria Espinalt, Vincenzo Bettoni, Dolors Torrentó, Canut Sàbat, Frau, Farràs, Gonzalo, Bastons                                                          |           | 31 de desembre       |
| Madama Butterfly              | Giacomo Puccini         | Antoni Capdevila       | Joan Villaviciosa      | Mercè Capsir (4, 7), Stella Roman (27), Angela Rossini, Montserrat Viladoms, Joan Nadal, Pau Vidal, August Gonzalo, Emili Bastons, Canut Sàbat, Jordi Frau                                                     |           | 4 de gener           |
| Rigoletto                     | Giuseppe Verdi          | Antoni Capdevila       | Joan Villaviciosa      | Aldo Sinnone, Carlo Galeffi, Maria Espinalt, Raimundo Aliaga, Angela Rossini, Gamboa, Viladoms, Vila, Sàbat, Bastons, Gonzalo, Frau                                                                            |           | 6 i 11 de gener      |
| Die Walküre                   | Richard Wagner          | Josef Keilberth        | Georg Hartmann         | Margarete Teschemacher, Rudolf Feichmayr, Lotte Schrader, Else Schürhoff, Wenda Grossmann, Margarete Düren, Josef Herrmann, August Seider, Henny Trund, Maria Peschken, Kielsling, Kleiber, Hochreiter, Greter |           | 13 de gener          |
| Siegfried                     | Richard Wagner          | Josef Keilberth        | Georg Hartmann         | Lotte Schrader, Hans Grahl, Else Schürhoff, Adolf Harbich, Theo Herrmann, Stern |           | 20 de gener          |
| Tristany i Isolda             | Richard Wagner          | Hugo Balzer            | Hans Hartmann          | Hans Grahl/Josef Kalenberg, Rudolf Feichtmayer, Erna Schlüter/Henny Trundt, Josef Herrmann, Fritz Wolff, Else Schürhoff, Oskar Wittazscheck, Canut Sàbat                                                       |           | 23 de gener          |